# Молдабеков, Руслан Жумабекович
Молдабеков, Руслан Жумабекович (08.05.1963, п. Госселектстанции, каскеленский р-н, Алма-Атинская обл., КазССР, СССР) — казахстанский государственный деятель, управленец, Герой Труда Казахстана (2011).

## Биография
Родился 8 мая 1963 года в посёлке Госселекстанции Каскеленского района Алма-Атинской области.
Окончил учетно-экономический факультет Алма-Атинского института народного хозяйства.
С 1984 по 1986 годы — инженер-экономист Алма-Атинского карьеро-управления министерства стройматериалов, старший бухгалтер управления «Союзпечать».
С 1986 по 1992 год — ревизор, старший экономист, начальник ревизионного отдела республиканского оптово-розничного объединения «КазКультГалантерейТорг».
8 октября 1992 года постановлением Правительства Республики Казахстан создается государственное акционерное общество «КазЭкспортАстык». Руслан Жумабекович назначается главным бухгалтером, затем финансовым директором, а в скором времени становится заместителем генерального директора.
ГАО «Казэкспортастык» становится ведущей зерновой компанией в Республике Казахстан, известной и за её пределами. В 1998 году Р. Молдабеков начинает частные инвестиции в сельскохозяйственные предприятия Северного Казахстана.
В 1999 году учреждает ТОО «Агрофирма Эксимнан» и становится Президентом компании.
С 2004 года — председатель совета директоров АО «Холдинг КазЭкспортАстык».
В 2004 году путём реорганизации ТОО «Агрофирма Эксимнан» Молдабеков Р. Ж. создает АО «Холдинг Казэкспортастык» и становится председателем совета директоров.
АО «Холдинг Казэкспортастык» является крупнейшим производителем и экспортером масличных культур, занимает ведущие позиции в Республике Казахстан по лизингу сельскохозяйственной техники и дистрибуции средств защиты растений и семян.

## Состояние
По данным интернет-издания Forbes.KZ состояние Руслана Молдабекова оценивается в 95,0 миллионов долларов США (по состоянию на май 2015 года).
Руслан Молдабеков владеет 91,33 % акций (из них 44,68 % напрямую и 46,65 % через ТОО «Инвестиционная компания АПК») и занимает должность председателя совета директоров в АО "Холдинг «КазЭкспортАстык».

## Награды
За большой вклад в развитие сельскохозяйственной отрасли страны Указом Президента Республики Казахстан от 11 ноября 2011 года присвоено звание «Қазақстанның Еңбек Ерi».
В 2002 году награждён медалью «Ерен еңбегі үшін».
В 2007 году орденом «Құрмет».
Решением сессии Уалихановского районного маслихата от 25.12.2001 года № 13-16с присвоено звание «Почётный гражданин Уалихановского района».